# Бімен (Айова)
Бімен (англ. Beaman) — місто (англ. city) в США, в окрузі Гранді штату Айова. Населення — 161 особа (2020).

## Географія
Бімен розташований за координатами 42°13′12″ пн. ш. 92°49′22″ зх. д. / 42.22000° пн. ш. 92.82278° зх. д. (42.220103, -92.822805).  За даними Бюро перепису населення США в 2010 році місто мало площу 0,50 км², з яких 0,48 км² — суходіл та 0,02 км² — водойми.

### Клімат
| Клімат : Бімен        | Клімат : Бімен | Клімат : Бімен | Клімат : Бімен | Клімат : Бімен | Клімат : Бімен | Клімат : Бімен | Клімат : Бімен | Клімат : Бімен | Клімат : Бімен | Клімат : Бімен | Клімат : Бімен | Клімат : Бімен | Клімат : Бімен |
| Показник              | Січ.           | Лют.           | Бер.           | Квіт.          | Трав.          | Черв.          | Лип.           | Серп.          | Вер.           | Жовт.          | Лист.          | Груд.          | Рік            |
| Середній максимум, °C | −2,8           | −0,6           | 6,7            | 15,6           | 21,7           | 26,7           | 29,4           | 27,8           | 23,9           | 17,2           | 7,8            | −0,6           | 14,5           |
| Середній мінімум, °C  | −13,3          | −11,1          | −4,4           | 2,2            | 8,3            | 14,4           | 16,7           | 15,0           | 10,6           | 3,9            | −3,3           | −10            | 2,5            |
| Норма опадів, мм      | 25             | 25             | 51             | 81             | 107            | 122            | 104            | 99             | 89             | 64             | 46             | 30             | 843            |
| Днів з опадами        | 5              | 5              | 7              | 9              | 11             | 10             | 8              | 8              | 8              | 7              | 6              | 5              | 89             |
| --------------------- | -------------- | -------------- | -------------- | -------------- | -------------- | -------------- | -------------- | -------------- | -------------- | -------------- | -------------- | -------------- | -------------- |
| Джерело: Weatherbase  |                |                |                |                |                |                |                |                |                |                |                |                |                |

## Демографія
Згідно з переписом 2010 року, у місті мешкала 191 особа в 78 домогосподарствах у складі 50 родин. Густота населення становила 379 осіб/км².  Було 85 помешкань (169/км²).
Расовий склад населення:
| - 96,9 % — білих - 2,1 % — вихідців з тихоокеанських островів - 0,5 % — азіатів |

До двох чи більше рас належало 0,5 %. Частка іспаномовних становила 1,0 % від усіх жителів.
За віковим діапазоном населення розподілялося таким чином: 30,4 % — особи молодші 18 років, 57,0 % — особи у віці 18—64 років, 12,6 % — особи у віці 65 років та старші. Медіана віку мешканця становила 38,3 року. На 100 осіб жіночої статі у місті припадало 117,0 чоловіків;  на 100 жінок у віці від 18 років та старших — 107,8 чоловіків також старших 18 років.
Середній дохід на одне домашнє господарство  становив 62 374 долари США (медіана — 53 750), а середній дохід на одну сім'ю — 70 171 долар (медіана — 61 875). Медіана доходів становила 42 917 доларів для чоловіків та 45 714 долари для жінок. За межею бідності перебувало 6,9 % осіб, у тому числі 0,0 % дітей у віці до 18 років та 18,8 % осіб у віці 65 років та старших.
Цивільне працевлаштоване населення становило 119 осіб. Основні галузі зайнятості: виробництво — 43,7 %, освіта, охорона здоров'я та соціальна допомога — 17,6 %, сільське господарство, лісництво, риболовля — 11,8 %, транспорт — 6,7 %.